# Municipio de Whittemore
El municipio de Whittemore (en inglés: Whittemore Township) es un municipio ubicado en el condado de Kossuth en el estado estadounidense de Iowa. En el año 2010 tenía una población de 748 habitantes y una densidad poblacional de 7,97 personas por km².

## Geografía
El municipio de Whittemore se encuentra ubicado en las coordenadas 43°2′21″N 94°23′1″O / 43.03917, -94.38361. Según la Oficina del Censo de los Estados Unidos, el municipio tiene una superficie total de 93.87 km², de la cual 93,87 km² corresponden a tierra firme y (0 %) 0 km² es agua.

## Demografía
Según el censo de 2010, había 748 personas residiendo en el municipio de Whittemore. La densidad de población era de 7,97 hab./km². De los 748 habitantes, el municipio de Whittemore estaba compuesto por el 98,53 % blancos, el 0,13 % eran afroamericanos, el 0,13 % eran amerindios, el 0,13 % eran asiáticos, el 0,53 % eran de otras razas y el 0,53 % eran de una mezcla de razas. Del total de la población el 1,2 % eran hispanos o latinos de cualquier raza.